# Новогригоровка (Березовский район)
Новогриго́ровка (укр. Новогригорівка) — село, относится к Березовскому району Одесской области Украины.
Население по переписи 2001 года составляло 119 человек. Почтовый индекс — 67310. Телефонный код — 4856. Занимает площадь 0,481 км². Код КОАТУУ — 5121286104.

## Местный совет
67310, Одесская область, Березовский р-н, с. Яснополье